# Antennaria erigeroides
Antennaria erigeroides là một loài thực vật có hoa trong họ Cúc. Loài này được Greene mô tả khoa học đầu tiên năm 1906.